# Almamy Touray
Alhaji Almamy Aboubakary K. Touray war Divisional Commissioner (heutige Bezeichnung: Gouverneur) der gambischen Central River Division (CRD).

## Leben
| Parlamentswahl | Stimmen | Stimmanteil |
| -------------- | ------- | ----------- |
| 1992           | 2.908   | 46,42 %     |
| 1997           | 2.730   | 46,32 %     |

Touray trat als parteiloser Kandidat bei den Parlamentswahlen 1992 im Wahlkreis Niani an. Er konnte gegen Talib O. Bensouda den Wahlkreis für sich gewinnen. Bei den folgenden Parlamentswahlen 1997 trat er als Kandidat der United Democratic Party (UDP) an und konnte den Wahlkreis verteidigen. Bei den Parlamentswahlen 2002 boykottierte die UDP die Wahlen, indem sie keine Kandidaten aufstellte; Touray verlor den Wahlkreis an einen Kandidaten der Alliance for Patriotic Reorientation and Construction (APRC), der ohne Gegenkandidat angetreten war.
Touray trat Ende April 2001 aus der UDP aus und der APRC bei. Er wurde im September 2001 von Staatspräsident Jammeh zum Divisional Commissioner der Central River Region ernannt.